# Murciana
La murciana est un chant (cante) minier de flamenco, qui fait partie des Cantes minero-levantinos (es), né au XIXe siècle dans la région minière de La Sierra Cartagena de La Unión, dans la province de Murcie. 

## Présentation
Plus précisément, c'est une forme de taranta, cante qui fait aussi partie de la même catégorie générale des Cantes de Levante,.
La Murciana semble être la version flamenco du fandango de Murcie, car elle utilise, pour ses paroles, le quintil (poème ou strophe de cinq vers) et le rythme octosyllabique propres aux fandangos.

## Interprètes
Plusieurs chanteurs (cantaores) ont enregistré la murciana. Parmi eux figurent El Mochuelo , Cojo de Málaga (es), Pepe Marchena, et la jeune Ana Mochón Cifuentes, ou encore Curro Piñana.